# Макаровщина (Полтавская область)
Макаровщина (укр. Макарівщина) — село,
Остаповский сельский совет,
Лубенский район,
Полтавская область,
Украина.
Код КОАТУУ — 5322885703. Население по переписи 2001 года составляло 3 человека.

## Географическое положение
Село Макаровщина находится на левом берегу реки Вязовец,
выше по течению на расстоянии в 2 км расположено село Богодаровка,
ниже по течению на расстоянии в 2,5 км расположен пгт Новооржицкое (Оржицкий район).